# 料金後納
料金後納（りょうきんこうのう）は、郵便料金の支払い方法のひとつ。

## 概要
一ヶ月間に差し出された郵便物や荷物の料金を翌月払いで支払うことができる。
金融機関の預貯金口座からの振替か指定口座への振り込みで支払うことになる（料金の支払いは振替の場合翌月の20日、振込の場合翌月末日まで）。
差出条件（ゆうパックの差出個数など）によっては月額での割引制度がある。

## 条件
事前に集配郵便局長の承認を受けることが必要になる。他局区内からの料金後納申請でも承認を受けることができる。
毎月50通(個)以上の郵便物・荷物の差出があること。ただし、ゆうパック（ゆうメールを除く）にあっては毎月10個以上、国際スピード郵便は4個以上で後納郵便とすることが可能である。
一ヶ月間に差し出す郵便物や荷物の料金等の概算額の2倍に相当する額の担保が必要となる。担保は現金や有価証券等になる。ただし株券は担保として認められていない。
担保については、場合によっては担保額の軽減や免除の対象になることがある、上記概算額、官庁・上場企業からの差し出し、期間内に遅滞なく料金を支払った場合。

## 差出方法
郵便物の表面に切手を貼る代わりとして、料金後納の表示をする。
差し出し際に、後納郵便物差出表とQRコード入りのゆうびんビズカードが必要となる。
特殊取扱のみや郵便料金の不足額のみを後納郵便で支払うことはできない。

## 表示方法の種類
直径2～3cmの円形および縦横2～3cmの四角形を横線で区切り、上部に差出事業所名を記入、下部に「料金後納郵便」と記載。更に下部を横線で区切り差出人の業務を示す広告等も掲載可能。横線の数によって計画配送（計配）の対象となる配達余裕期間と料金が異なる。
- 上部の差出事業所名と下部の「料金後納郵便」の間に横線1本→下記以外の郵便物・荷物
- 上部の差出事業所名と下部の「料金後納郵便」の間に横線2本→3日程度の送達余裕承諾をした広告郵便物、区分郵便物、第三種郵便物(特割)
- 上部の差出事業所名と下部の「料金後納郵便」の間に横線2本と、上部の差出事業所名の更に上部に横線1本の横線合計3本→7日程度の送達余裕承諾をした広告郵便物、区分郵便物、第三種郵便物(特特)

1991年（平成3年）4月26日から、「郵便物の外部に差出人の氏名および住所または居所をめいりょうに記載」した場合には、差出事業所名を省略できるようになった。この場合、差出事業所名を確認するためには差出人の住所・氏名などから調べる必要がある。郵政省（当時）の各機関が差し出す料金後納郵便はそれ以前から差出事業所名が表示されないが、この場合は横線の区切りがないため区別される。

## その他
料金後納郵便物の差出人が死亡するなどした場合は氏名変更で処理することになる。変更後の氏名を記載した新しい保証書が必要となる（金融機関の保証書が担保として供されている場合）